# Naturwaldreservat Lohntal
Koordinaten: 49° 55′ 29″ N, 11° 2′ 29″ O

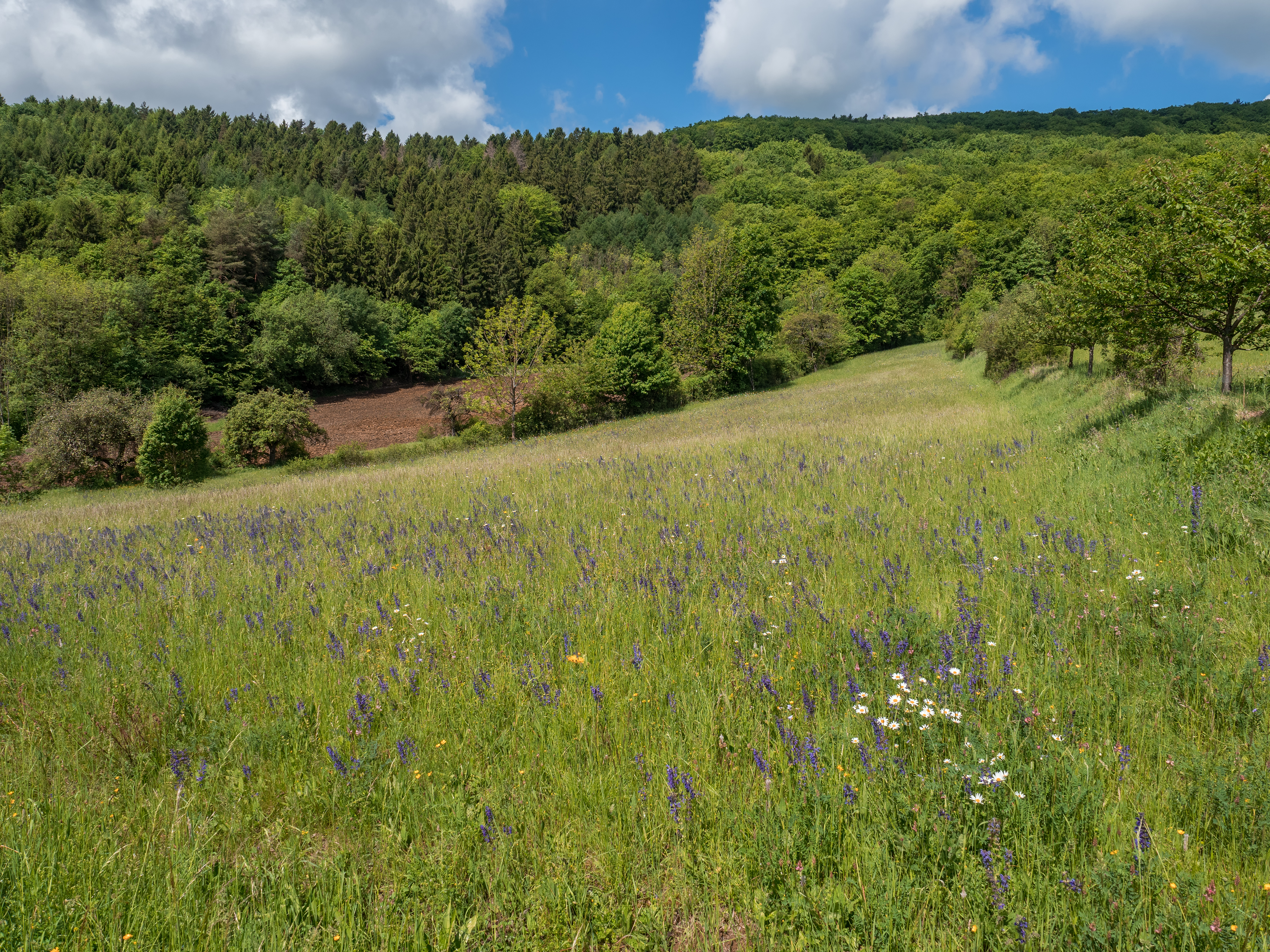
Naturschutzgebiet Naturwaldreservat Lohntal (Mai 2017)

Das Naturschutzgebiet Naturwaldreservat Lohntal liegt im Landkreis Bamberg in Oberfranken.

## Geographie
Das Gebiet liegt nördlich von Lohndorf, einem Ortsteil der Gemeinde Litzendorf, am Südabfall des außerhalb bis 560 m ü. NHN hohen Stammbergs ins westwärts ziehende Tal des Ellernbachs, des rechten Oberlaufs des Gründleinsbachs, auf einer Höhe von etwa 531–374 m ü. NHN. Es umfasst die obere Seitentalmulde Lohntal und den Hang unter dem Stammberg-Sporn Schimmelsberg.
Im Ellernbachtal verläuft die St 2281, die im Osten auf der Hochebene sich mit der St 2187 kreuzt und im Westen in Litzendorf mit der St 2210, welche beide von Norden nach Süden laufen.

## Bedeutung
Das 51,36 ha große Gebiet im Braunjura mit der Nr. NSG-00202.01 wurde im Jahr 1984 unter Naturschutz gestellt. Es umfasst seltene und charakteristische Laubwaldgesellschaften des Jurasteilrandes in Südlage.